# František Sláma (Musiker)
František Sláma (* 19. November 1923 in Herálec, Tschechoslowakei; † 5. Mai 2004 in Říčany, Tschechien) war ein tschechischer Kammermusiker. Als erster tschechischer Cellist widmete er sein Leben der Alten Musik.

## Leben
Er kam aus einer armen Region der Böhmisch-Mährischen Höhe, bis 18 arbeitete er als Tagelöhner im Wald und Steinbruch. Erst die Begegnung mit dem Cello-Pädagogen Karel Pravoslav Sádlo ermöglichte ihm, Musik zu studieren. Sádlo unterstützte ihn und leitete ihn in das Cellospiel ein. Am Prager Konservatorium (1942–1948) sowie an der Fakultät für Musik der Akademie der musischen Künste in Prag (1948–1952) war Sláma sein Schüler.
Václav Talich begeisterte Sláma für die Kammermusik und engagierte ihn 1946 in sein Tschechisches Kammerorchester. Nachdem 1948 Talich sein öffentliches Wirken in Prag verboten worden war, veranstalteten einige junge Instrumentalisten noch einen Zyklus von Kammermusikkonzerten mit ihm, an dem auch Sláma teilnahm. 1950–1956 konnte er dann unter Talichs Leitung auch im Orchester der Tschechischen Philharmonie und im Kammerensemble Ars Rediviva weiter arbeiten.
1948 wurde er unter Rafael Kubelík ins Orchester der Tschechischen Philharmonie aufgenommen, wo er bis 1981 wirkte (seit 1962 als zweiter Solocellist und Leiter der Cellogruppe). Er trat auch solistisch auf, wandte sich aber immer mehr der vorklassischen Kammermusik zu.

## Interpret
Am Anfang der 1950er Jahre wurde er Gambist eines der ältesten europäischen Ensembles für Renaissancemusik Pro Arte Antiqua (gegründet 1933) und 1954 Gründungsmitglied von Milan Munclingers Kammerensemble Ars Rediviva, das in der Tschechoslowakei eine bedeutende Rolle bei der Wiederentdeckung der Barockmusik spielte. In den 1960er Jahren gründete er dann mit Josef Hála und Eugen Prokop das Trio Baroque Prague.
Mit diesen Ensembles machte er Konzertreisen in Europa und realisierte zahlreiche Tonaufnahmen für Supraphon, Panton, DGG, Ariola, Columbia Records, Nippon, Sony Classical sowie für Rundfunk, Fernsehen und Film (Auszeichnungen: Grand Prix du Disque der Akademie Charles Cros, Goldener Löwe des Supraphon-Verlags u. a.).
Er beteiligte sich auch an Erstaufführungen moderner Kompositionen (z. B. Ilja Hurníks Sonata da camera, Jan Tausingers Evocationes).

## Publizist
Er unterrichtete am Prager Konservatorium, übersetzte einige HIP-Quellen ins Tschechische und war ebenfalls publizistisch tätig (in einem Rundfunkzyklus machte er die tschechische Öffentlichkeit mit der Kunst Jordi Savalls bekannt).
In seinem Buch Z Herálce do Šangrilá (Aus Herálec nach Shangri-La) erinnert er sich an seinen Geburtsort, an das Prager Musik- und Theaterleben in den 1940er bis 1990er Jahren, an seine Lehrer, Freunde und Kollegen im Philharmonieorchester, an die Dirigenten Talich, Barbirolli, Cluytens, Karajan, Kleiber, Klemperer, Kletzki, Kubelík, Maazel, Mackerras, Markewitch, Matačić, Mravinski, Münch, Pedrotti, Roschdestwenski, Sawallisch, Stokowski sowie an Adorján, André, Fournier, Honegger, Mainardi, Menuhin, Milhaud, Navarra, Nurejew, David Oistrach, Rampal, Richter, Szeryng, Sudek, Tortelier.

## František-Sláma-Archiv
Archiv, das František Sláma seinem Geburtsort Herálec hinterließ, enthält 5000 Fotografien, 150 Stunden authentischer Tonaufnahmen sowie Dokumente über Tschechische Philharmonie, Václav Talich, Milan Muclinger, Ars Rediviva, Pro Arte Antiqua u. a. Ein Teil des Archivs wird im Tschechischen Museum für Musik aufbewahrt.

## Erinnerungen
- František Sláma: Z Herálce do Šangrilá (Aus Herálec nach Shangri-La). Orego, Říčany 2001, ISBN 80-86117-61-8.